# بور تي في
بور تي في (بالفرنسية: Beur TV) أو قناة المتوسط قناة جزائرية ذات طابع متوسطي-مغاربي تبث من فرنسا.

## البرامج

### أنمي
- هجوم العمالقة
- إرهاب في الصدى
- هايكيو
- ديث نوت
- ون بنش مان
- أكاديمية بطلي
- هنتر x هنتر نسخة 2011
- سلة كوروكو

ناروتو شيبودن
- كيسيجو
- دراغون بول سوبر
- ستينز؛غيت
- قاتل الشياطين
- أوشيو وتورا
- الخيميائي الفولاذي
- ون بيس

### أفلام إنمي
- فيلم ناروتو شيبودن: إرادة النار
- فيلم ناروتو شيبودن: الروابط
- فيلم ناروتو شيبودن: سجن الدم
- فيلم ناروتو شيبودن: الطريق إلى النينجا
- فيلم ناروتو: ذعر الحيوانات في جزيرة هلال القمر
- الأخير: ناروتو الفيلم
- هجوم العمالقة: الفتاتان الضائعتان
- Overlord I
- Overlord II
- هجوم العمالقة: لا أسف
- فيلم صوت الصمت
- وأفلام إنمي أخرى

## نبذة عن القناة
تخضع هذه القناة للقانون الفرنسي، مقرها الرئيسي في العاصمة الفرنسية باريس ومقرا فرعيا بعنابة وتمتلك مكاتب في الجزائر منها في حي «كلار فال» بالجزائر العاصمة وآخر في مدينة تيزي وزو بمنطقة القبائل.
القناة مملوكة لرجل الأعمال الجزائري السيد رضا محيقني الذي يحوز على 80 بالمائة من أسهمها، فيما تعود ملكية الـ 20 بالمائة المتبقية إلى مسير القناة السيد ناصر كتان، الذي كان في السابق صاحب القناة وتنازل عنها لأسباب مالية.
تحصلت القناة على رخصة البث لأول مرة في سنة 2001، حيث كانت موجهة للجزائريين المقيمين في فرنسا، تم وسعت نطاق بثها لتكون قناة جميع المغاربيين المقيمين في أوروبا وشرعت في البث في يوم 1 أفريل 2003. وبعد أن عصفت بها الأزمات المالية لفترات طويلة. انتقلت الملكية إلى المالك الجديد رضا محيقني وشرعت القناة في البث رسميا في حلتها الجديدة بتاريخ 1 أوت 2011 الموافق لـ 1 رمضان 1432 هـ.
تحضى القناة بمتابعة أكثر من 5 ملايين مشاهد يوميا في فرنسا وحوالي 100 مليون مشاهد في مختلف بقاع العالم.

## نطاق البث
تبث القناة حاليا على:
- هوتبيرد:

11623/عمودي/27500
- أتلانتيك بيرد 7:

11958/أفقي/27500
- نايل سات:

10922/عمودي/27500